# Ion Barbu
Ion Barbu (pseudonimul lui Dan Barbilian; n. 19 martie 1895, Câmpulung, Muscel, România – d. 11 august 1961, Spitalul Colentina, România) a fost un poet și matematician român. Ca matematician este cunoscut sub numele Dan Barbilian. 
A fost unul dintre cei mai importanți poeți români interbelici, reprezentant al modernismului literar românesc, fiind, de asemenea participant la avangarda artistică românească, dar și un afiliat al gândirismului.

## Activitatea matematică
Era fiul judecătorului Constantin Barbillian (care și-a latinizat numele de familie inițial „Barbu”) și al Smarandei, născută Șoiculescu, fiică de procuror.

### Pregătire, educație
Talentul său matematic se manifestă încă din timpul liceului, elevul Barbilian publică remarcabile contribuții  în revista Gazeta matematică. În tot acest timp, Dan Barbilian își dezvoltă și pasiunea pentru poezie. Între anii 1914-1921 studiază matematica la Facultatea de Științe din București, studiile fiindu-i întrerupte de perioada în care își satisface serviciul militar în timpul Primului Război Mondial.
I-a avut ca profesori pe Gheorghe Țițeica, Dimitrie Pompeiu, David Emmanuel, Traian Lalescu și Anton Davidoglu.
În perioada 1921 -1924, și-a continuat studiile la Universitatea din Göttingen, unde a audiat cursurile lui David Hilbert, la Tübingen și la Berlin. La Universitatea din Gὂttingen a  studiat teoria numerelor cu Edmund Landau⁠(d), timp de doi ani. I-a avut ca prieteni, între alții, pe matematicienii: Heinrich Grell, Helmut Hasse, Emil Artin, Wilhelm Blaschke și alții.
Cariera sa în matematică a continuat cu susținerea tezei de doctorat în 1929, cu Gh. Țițeica (teza „Reprezentări canonice ale adunării funcțiilor hipereliptice”). Mai târziu a participat la diferite conferințe internaționale de matematică, cum ar fi Congresele Internaționale de Matematică la Hamburg (1936), Göttingen și Viena (1938), Oslo (1936), Praga (1934).
Anii petrecuți de Dan Barbilian în Germania, prieteniile din acea perioadă, sunt descriși cu lux de amănunte în cartea de excepție a soției acestuia, Gerda Barbilian (de origine germană). Inițial, cum scrie însuși Barbilian, acesta  se orientase  spre contacte cu matematicianul german Edmund Landau, dar ulterior, probabil cucerit de faima școlii lui David Hilbert, intenționa să colaboreze cu grupul acestuia, însă într-un moment Gheorghe Țițeica l-a reorientat spre Wilhelm Blaschke. Însuși Barbilian îl menționează printre prieteni matematicieni pe Gottfried Beck, dar, în realitate, toate lucrările lui Barbilian din perioada germană au apărut fără coautori. În cartea biografică a soției lui Dan Barbilian, aceasta descrie situația economică foarte grea a Germaniei în anii '20 ai secolului XX. Printre altele, în acei ani leul românesc era mai puternic decât marca germană, și, uneori, Barbilian ii invidia pe români, pentru situația economică foarte buna din România. În definitiv, Dan Barbilian s-a manifestat ca matematician  mai ales contribuind  la „programul de la Erlangen”, formulat de Felix Klein

### Contribuții
În 1942 este numit profesor titular de algebră la Facultatea de Științe din București. A predat algebra, geometria, teoria numerelor, teoria grupurilor, axiomatica. De asemenea, a predat la universități din Austria și Germania. Publică diferite articole în reviste matematice. De deosebită importanță sunt două dintre contribuțiile lui: o scurtă lucrare de două pagini apărută în Casopis Matematiky a Fysiky (1934-1935), în care definește o procedură de metrizare care va fi numită de Leonard M. Blumenthal „spații Barbilian”, și două lucrări în Jber. Deutsch. Math. Verein., apărute în 1940 și respectiv în 1941, intitulate Zur Axiomatik der Projectiven ebenen Ringgeometrien, și care au inspirat o direcție de cercetare în geometria inelelor, direcție asociată azi în literatura de specialitate cu numele său, al lui Hjelmslev și al lui Klingenberg.  
După 1933, Barbilian s-a manifestat în domeniul matematicii în special ca geometru, reprezentant al programului de la Erlangen al lui Felix Klein și astfel au trecut la fondarea axiomatică a geometriei algebrice și a mecanicii clasice.
Dan Barbilian s-a mai ocupat și de teoriile algebrei moderne (1946 - 1951), de teoria algebrică a numerelor (1951 - 1957), de teoria determinismului și deține prioritatea mondială în precizarea unei clase largi de funcții distanță.
În 1938 devine membru al asociației Deutsche Mathematische Vereinigung (Uniunea matematică germană).
A fost membru titular al Academiei de Științe din România începând cu 20 decembrie 1936 și membru post-mortem al Academiei Române (ales în 1991). A decedat la 11 august 1961 la spitalul „Vasile Roaită” din București, bolnav de cancer la ficat.

### Scrieri științifice
Teoria spațiilor Barbilian a fost amplu dezvoltată în patru lucrări:
- Asupra unui principiu de metrizare, Stud. Cercet. Mat. 10 (1959), 68-116,
- Fundamentele metricilor abstracte ale lui Poincaré și Carathéodory ca aplicație a unui principiu general de metrizare (lucrare prezentată la Institutul de matematică în data de 4 iunie 1959), apărut în Studii și cercetări matematice, vol. 10 (1959), 273-306;
- J-metricile naturale finsleriene, apărută în aceeași revistă în vol. 11 (1960), 7-44;
- J-metricile naturale finsleriene și funcția de reprezentare a lui Riemann, lucrare scrisă împreună cu Nicolae Radu și apărută postum, publicată tot în  Studii și cercetări matematice, vol. 12 (1962), 21-36.

Ultima lucrare a fost depusă la redacție de Nicolae Radu pe 20 octombrie 1961; Barbilian se stinsese pe 11 august, în același an. Originalitatea ideii matematice a lui Barbilian constă în reexaminarea modelului Poincaré al geometriei neeuclidiene a lui Lobacevski. Acest model generează în mod natural o distanță care poate fi reprezentată ca oscilație logaritmică. 
Contribuția lui Dan Barbilian a fost de a analiza cât de generală e această procedură de a construi o distanță și de a stabili o teorie a spațiilor metrice dotate cu această distanță. În lucrarea din 1934, a definit o metrică în interiorul unei regiuni planare oarecare, generalizând astfel ideea modelului Poincaré, care este definit doar în interiorul discului unitate. Cu acea metrică, interiorul mulțimii devenea un model de geometrie neeuclidiană.
Alte scrieri:
- Curs de matematici generale (1937 - 1940)
- Teoria lui Galois a ecuațiilor în axiomatizarea lui Steinitz
- Axiomatizarea mecanicii clasice (1943)
- Curs de algebră axiomatică (1944, 1947, 1950)
- Teoria aritmetică a idealelor în inelele necomutative (1956)
- Grupuri cu operatori (teoremele de descompunere ale algebrei) (1960)

## Distincții
- Ordinul Meritul Cultural, în gradul de Cavaler cl. II, pentru știință (1 februarie 1943)[12]

## Activitatea literară
În anul 1919, Dan Barbilian începe colaborarea la revista literară Sburătorul, adoptând la sugestia lui Eugen Lovinescu, criticul cenaclului, ca pseudonim numele bunicului său, Ion Barbu. În timpul liceului îl cunoaște pe viitorul critic literar Tudor Vianu, de care va fi legat prin una din cele mai lungi și mai frumoase prietenii literare.
Debutul său artistic a fost declanșat de un pariu cu Tudor Vianu. Plecați într-o excursie la Giurgiu în timpul liceului, Dan Barbilian îi promite lui Tudor Vianu că va scrie un caiet de poezii, argumentând că spiritul artistic se află în fiecare. Din acest „pariu”, Dan Barbilian își descoperă talentul și iubirea față de poezie. Dan Barbilian spunea că poezia și geometria sunt complementare în viața sa : acolo unde geometria devine rigidă, poezia îi oferă orizont spre cunoaștere și imaginație.
El afirma: „Pentru mine poezia nu e nimic altceva decât o prelungire a geometriei... Rămânând poet nu am părăsit niciodată divinul domeniu al geometriei”.
Criticul și prietenul său Tudor Vianu îi consacră o monografie, considerată a fi una dintre cele mai complete până în ziua de azi. Una din cele mai cunoscute poezii a autorului, După melci, apare în 1921 în revista Viața Românească. Tot în acest an pleacă la Göttingen (Germania) pentru a-și continua studiile. După trei ani, în care a făcut multe călătorii prin Germania, ducând o viață boemă, se întoarce în țară.

### Prezentare a spațiilor poeziei lui Ion Barbu
Fenomenul artistic barbian s-a născut în punctul de interferență al Poeziei cu Matematica, de aceea poezia lui este cu mult deosebită de cea a lui Arghezi și Blaga, mai ales din pricina caracterului ei ermetic. Mai exact spus, înțelegerea poetului asupra a ceea ce trebuie să fie poezia e mai aproape de concepția unor poeți moderni și singulari ca Stephane Mallarmé sau Paul Valéry, decât de concepția mai generală, impusă de romantism. Apoi nu trebuie uitat că poetul a fost dublat de un matematician și că modul lui de a gândi în spiritul abstract al matematicii s-a impus și în planul reprezentărilor poetice. Ion Barbu însuși afirmă: „Ca și în geometrie, înțeleg prin poezie o anumită simbolică pentru reprezentarea formelor posibile de existență… Pentru mine poezia este o prelungire a geometriei, așa că, rămânând poet, n-am părăsit niciodată domeniul divin al geometriei”.
Într-un interviu acordat lui Felix Aderca, din 1927, creația lui Ion Barbu era împărțită de acesta în patru etape: parnasiană, antonpanescă, expresionistă și șaradistă. În studiul din 1935, Introducere în poezia lui Ion Barbu, Tudor Vianu reducea această clasificare la doar trei etape: parnasiană, baladică-orientală și ermetică. Această din urmă împărțire a devenit clasică.

#### Etapa parnasiană
Prima etapă este cea a versurilor publicate între 1919 - 1920 în revista Sburătorul, perioadă numită convențional de unii critici „parnasiană”, deși lirica barbiană din faza debutului depățește cadrul limitat al parnasianismului, întrunind caracteristici ale poeziei pure dublate de un nestăvilit elan romantic. Dintre ele amintim: Lava, Munții, Copacul, Banchizele, Pentru Marile Eleusinii, Panteism, Arca, Pytagora, Râul, Umanizare ș.a.m.d.  
Scurte și riguroase ca formă - câteva sunt sonete -, poeziile propun un univers tematic divers. Barbu descrie peisaje mineralizate, forme ale geologicului și ale florei , evocă zeități mitologice sau surprinde procese de conștiință, cum ar fi solemnul legământ al lepădării de păcatul contemplației abstracte în favoarea voinței de a trăi cu frenezie, într-o totală consonanță cu ritmurile vii ale naturii. 
Evitând poezia - confesiune, exprimarea directă a năzuințelor sufletului său, Ion Barbu le transferă unor elemente ale naturii: copacul, banchizele, munții, pământul ceea ce indică o tendință de a folosi simboluri „obiective”. Peisajele , pasteluri exotice și imaginare, închid în ele elanuri și încorsetări ale ființei umane, aspirații patetice și încrâncenate refuzuri, ca în aceste solemne strofe din Copacul:
„Hipnotizat de-adânca și limpedea lumină

A bolților destinse deasupra lui, ar vrea 

Să sfărâme zenitul și - ncremenit să bea

Prin mii de crengi crispate, licoarea opalină”
sau din Banchizele:
„Din aspra contopire a gerului polar 

Cu verzi și stătătoare pustietăți lichide,

Sinteze transparente, de străluciri avide,

Zbucnesc din somnorosul noian originar.”
Poezia Umanizare scoate în evidență un conflict dramatic al ființei umane, care, în aspirația ei spre absolut, trebuie să opteze între două principii: intelectual și senzual, între contemplația „apolinică” și trăirea „dionisiacă”. Poezia, declara Ion Barbu, le împacă pe amândouă într-un proces unic, într-o sinteză în care Gândirea se transfigurează luând forme concrete de „sunet,
linie, culoare”. 
Ideea devine „muzică a formei în zbor, euritmie”, deci intuiție a esenței lumii. Aspirația spre cunoaștere are, în prima perioadă, un caracter cam abstract, de unde și, frecvent, răceala versurilor. Încercarea de concretizare se sprijină pe împrumuturi din mitologie, care lasă de obicei o impresie puternică de livresc. Recurgerea la elemente mitologice grecești și preocuparea deosebită pentru expresie i-au făcut pe unii cercetători (E. Lovinescu) să vorbească de un parnasianism al începuturilor literare ale lui Ion Barbu. 
Dacă poezia parnasiană franceză, reprezentată prin Leconte de Lisle sau José Maria de Hérédia, era fundamental decorativă și antiromantică în conținut neîngăduind elanuri sufletești, pe când la Ion Barbu, sub împietrita și recea marmură a versului, se răsucesc pasiuni violente, neliniști și aspirații tulburi, ceea ce denotă  o structură romantică. Probabil că aceasta este și cauza pentru care și le-a refuzat mai târziu, socotindu-le că „decurg printr-un principiu poetic elementar”. El tinde spre o altă formulă poetică, depărtată de romantism, spre „un lirism omogen, instruind de lucrurile esențiale, delectând cu viziuni paradisiace”, pe care a realizat-o în următoarele etape ale creației sale.

#### Etapa baladică-orientală
Aceasta indică orientarea spiritului poetului spre concretul lumii, cum și anunțase în Umanizare. Aici pot fi integrate poeme ca: După melci, Riga Crypto și lapona Enigel, Domnișoara Hus, Isarlâk, Nastratin Hogea la Isarlâk, publicate din a doua jumătate a lui 1921 până în 1925, în Viața românească și Contimporanul lui Ion Vinea. Mai toate sunt lungi, datorită în mare măsură pasajelor descriptive, consecință imediată a preocupării de concret; au un caracter narativ, „baladic” , pentru că în ele „se zice” o poveste; în sfârșit evocă o lume pitorească, de inspirație autohtonă sau balcanică, asemănătoare cu cea din viziunea lui Anton Pann. Excepțională este acum sugestia picturală. Expresia este proaspătă și pregnantă dezvăluind în I. Barbu un poet al cuvântului , nu numai al ideii și viziunii, cum îl cunoaștem la început. Descripția însă nu există exclusiv pictural, ci fixează o atmosferă adecvată. Teoria baladescului avea să fie reluată în estetica Cercului literar de la Sibiu de poeți ai acestui curent cum ar fi Radu Stanca și Ștefan Augustin Doinaș. 
Isarlâk, (inima mea), spre exemplu, este o cetate ideală, „dată-n alb ca o raia” așezată „la mijloc de Rău și Bun”, populată cu oameni care trăiesc deopotrivă deliciile spiritului și pe cele ale vieții „într-o slavă stătătoare”: univers fabulos în care se echilibrează totul. De o deosebită forță de sugestie, sub raportul invenției verbale, este Domnișoara Hus a cărei valoare stă aproape în întregime în expresie. Poezia vorbește despre povestea unei iubiri pătimașe cândva și nefericite și a unei tragicomice eroine, cadână „pezevenche” ce-și cheamă de pe lumea cealaltă, prin descântece, iubitul care a uitat-o.
Dar farmecul ei nu stă în ineditul pitoresc al întâmplării ci în extraordinara incantație a versurilor și în sugestia de fantastic a descântecului. Substratul simbolic al elementelor narative și descriptive din poeziile etapei a doua poate fi întâlnit în După melci, poem lung în care se stilizează motive folclorice pentru a se povesti o experiență de inițiere în tainele naturii, devenită dramă a cunoașterii sau în Riga Crypto și lapona Enigel.

#### Etapa ermetică
Ultima etapă a poeziei lui Ion Barbu este una de încifrare a semnificațiilor, numită din această cauză etapa ermetică. Dar mai întâi a existat un moment de tranziție, reprezentat de Oul dogmatic, Ritmuri pentru nunțile necesare sau Uvedenrode, publicate între 1925 - 1926. În ele se păstrează încă legătura cu etapa anterioară atât prin pasajele descriptive cât și prin cele narative, care fac poezia mai ușor de înțeles și descifrat. George Călinescu susține că de fapt aici există ermetismul autentic al poeziilor lui Ion Barbu, pentru că se bazează pe simboluri, cel din Joc secund nefiind decât un ermetism de „dificultate filologică”, ținând de o sintaxă poetică dificila.
Poeziile amintite se învârt, metaforic vorbind, pe ideea „nunții” înțeleasă ca pătrundere în miracolul creației universale. „Oul dogmatic” este chiar un simbol al misterului „nunții”, un soi de cosmoid, pentru că în structura lui duală se reprezintă lumea dinaintea nuntirii, creația de dinaintea Genezei. Banalul ou demonstrează că „mărunte lumi păstrează dogma”, că macrocosmosul se repetă în microcosmos. De aceea el este făcut să devină obiect de contemplație: 
„E dat acestui trist norod 

Și oul sterp ca de mâncare,

Dar viul ou la vârf cu plod 

Făcut e să-l privim la soare!”
Văzut în lumina soarelui, oul relevă însăși esența universului, imaginea eternă a increatului. 
În Ritmuri pentru nunțile necesare sunt evocate trei căi de cunoaștere: prin eros ( sau senzuală), reprezentată astral prin Venus, prin rațiune, având simbol pe Mercur, și prin contemplație poetică, care e tutelată de Soare. 
Fiecare experiență este o „nuntă”, adică o comuniune cu esența lumii, dar prin primele două contopirea nu este perfectă. Senzațiile permit numai un contact fulgerant, iar intelectul ignoră, pentru a face operațiile proprii cunoașterii logice, condiția fundamentală a universului, care este devenire continuă. 
Aspirația spre absolut se împlinește doar prin atingerea contemplației poetice, prin viziunea directă a principiului universal când:
„intrăm 

Să ospătăm

În cămara Soarelui

Marelui

Nun și stea,

Aburi verde să ne dea,

Din căldări de mări lactee,

La surpări de curcubee,

În Firida ce scântee / Etern”
În termeni mai simpli poezia pune problema raportului dintre cunoașterea logică și cea metaforică așa cum o pusese și Blaga în Eu nu strivesc corola de minuni a lumii.
În Uvedenrode pe aceeași temă a nunții e reluată într-un material poetic, ideea erosului ca încercare eșuată de cunoaștere. Titlul, inventat de poet, definește un spațiu de coșmar, „o râpă a gasteropodelor”, reprezentare a purei vieți vegetative. Faza de tranziție este de o puternică originalitate, derutantă pentru cititor, căruia i se solicită un efort mult mai mare decât de obicei pentru sesizarea semnificațiilor, a viziunii ample închise în imaginile concrete ale poemului. Limbajul este dens, termenii neobișnuiți, mulți neologistici sau rari. Este un ultim pas până la concentrarea extremă a expresiei din ciclul Joc secund.

## Opinii politice
Barbu a fost apolitic în viața sa, cu o excepție notabilă: în 1940 a devenit simpatizant al Gărzii de fier (probabil din oportunism, sperând că va deveni profesor o dată cu ascensiunea lor la putere), dedicând poezii lui Corneliu Zelea Codreanu și exprimându-și idei antisemite. Tot în 1940, a scris o poezie în care îl lăuda pe Adolf Hitler.

## Opere
- După melci, Editura Luceafărul, 1921
- Joc secund, Editura Cultura Națională, 1930

### Joc secund
Opera cea mai importantă a poetului Barbu o constituie volumul Joc secund, publicat în anul 1930. Se pare că a publicat acest volum în urma unui pariu cu Tudor Vianu că poate scrie poezie (alte surse povestesc despre o înțelegere: dacă Barbu reușea să publice poezii, Vianu trebuia să îi analizeze critic creația). Poeziile sunt dificil de înțeles, fiind o lirică ermetică cu limbaj abstract, inspirată de poemele lui Stephane Mallarmé. În unele poezii, autorul folosește concepții matematice, spre exemplu utilizează noțiunea de grup (o mulțime cu structură matematică, ale cărei elemente se pot însuma conform unor legi specifice).
Din ceas, dedus adâncul acestei calme creste,
Intrată prin oglindă în mântuit azur,
 Tăind pe înecarea cirezilor agreste,
În grupurile apei, un joc secund, mai pur.
În concepția lui Ion Barbu poezia are mult în comun cu geometria: există undeva, în domeniul înalt al geometriei, un loc luminos unde aceasta se întâlnește cu poezia. [..] Ca și în geometrie înțeleg prin poezie o anumită simbolică pentru reprezentarea formelor posibile de existență. Această poezie inițiatică este un elogiu adus inteligenței ca valoare universală supremă. Proiecțiile astrale, călătoriile în timp, viziunile celeste și criptografia ermetică sunt câteva dintre tehnicile folosite cu pricepere și har de poet. Abilitățile profetice ale poetului sunt certificate de obiectivarea subtilelor concepte mentale utilizate.
Ciclul Joc secund a fost tradus în franceză și în maghiară. Există și traduceri ale unor poezii în limba germană.
În seria de poezii din Joc secund, orientările fundamentale rămân cele două, mai mult întâlnite spre prinderea sensului lumii ascuns de aparențe, de fenomene sau dimpotrivă, spre fenomenalitatea imediată în care se intuiește esența lumii. Din această perspectivă ciclul are două texte care pot fi socotite arte poetice: cel intitulat chiar Joc secund (sau Din ceas dedus) și Timbru.
Jocul secund impresionează mai întâi printr-o sonoritate impecabilă, adevărată "muzică a formelor în zbor ", dar nu - și dezvăluie sensul de la prima lectură. După însăși mărturisirea poetului "poezia este lumea purificată în oglindă (deci reflectare a figurii spiritului nostru) act clar de narcisism (de autoiubire deci de autocunoaștere), semn al minții (deci act intelectual, un sentiment, afectivitate lirică) ". George Călinescu sintetizează excelent interpretarea poemului: "Poezia ("adâncul acestei calme creste") este o ieșire ("dedus") din contingent ("din timp") în pură gratuitate („mântuit azur”), joc secund, nadir latent, ca imaginea cirezii răsfirată în apă, o sublimare a vieții prin retorsiune". Majoritatea exegeților operei lui Ion Barbu, urmând interpretarea lui George Călinescu, văd în imaginea „calmei creste” un simbol al poeziei.
Ideea fundamentală din acestă poezie este că arta poetică e un joc secund, mai pur, realitate sublimată, care pornește din viață, dintr-o trăire, dar nu se confundă cu viața, constituindu-se ca un univers secund, posibil. Acest univers se ridică pe anularea, pe "înecarea" celuilalt, nu e, cu alte cuvinte, o copie a lui, ci are un sens propriu, intern, care-l justifică. Dacă lumea reală există sub zenit, în obiectivitate, poezia trăiește sub semnul nadirului, în reflectare. Poetul transpune oglindirea din conștiința sa în melodia cuvintelor, ascunzând în ele cântecul lui - creația, asemenea mării care își ascunde cântecul ei sub clopotele verzi ale meduzelor.
În poezia Timbru, privirea poetului e fixată pe suprafața lumii, nu dincolo de ea fascinat într-atât de lucruri (de piatră, de humă, de unda mării), încât le atribuie o viață sufletească. Cum ele sunt mute, poezia este aceea care ar trebui să le exprime, ceea ce presupune, pentru poet, o comunicare simpatetică cu ele, identificarea (atitudinea e diametral opusă aceleia din Joc secund).
Poezia creată acum nu mai e concentrare de esențe ci "un cântec încăpător", capabil să cuprindă diversitatea infinită a lucrurilor, un imn de laudă a creației cosmice asemănător aceluia pe care conform tradiției biblice, l-ar fi intonat în paradis îngerii, când Dumnezeu a creat-o pe Eva din coasta lui Adam.
Celelalte poezii din ciclu se așează sub una sau alta din cele două poetici, toate sunt în fond niște descrieri diferențiate enorm de altele în limbaj.

Placă memorială montată pe Casa pe Str. Carol Davila nr. 8 (Casa Ion Barbu), București, sectorul 5

Din cuprinsul volumului:
- Din ceas, dedus...
- Timbru
- Înecatul
- Increat
- Lemn Sfânt
- Legendă
- Secol
- Suflet petrecut
- Oul dogmatic
- Falduri
- Riga Crypto și lapona Enigel
- Domnișoara Hus
- Nastratin Hogea la Isarlâk
- Isarlâk
- Uvedenrode
- In memoriam

## Criticii spun
Tudor Vianu  spunea despre opera lui Ion Barbu astfel: „Cititorul care străbate paginile volumului Joc secund, nu trebuie să uite niciodată că se găsește în fața unui poet matematician. Chiar o simplă inventariere a vocabularului său arată cât datorește Ion Barbu astronomiei, mecanicii sau geometriei. (…) Viziunea matematicianului este atât de puțin conexată cu activitatea simțurilor, atât de liberă de contingențele care întinerează funcțiunea lor, încât lumea care i se relevează este resimțită de el ca pură. Pe de altă parte, față de lumea experienței, aceea a matematicei este a doua lume, o suprastructură ideală. Într-un asemenea univers ideal dorește să se situeze viziunea lui Ion Barbu și acesta este înțelesul expresiei joc secund, care intitulează volumul său.”
Șerban Cioculescu spune despre el că „Ermetismul său i-a ucis orice spontaneitate și i-a secat vâna. De vocație matematician, Ion Barbu s-a folosit pentru ermetizarea primelor redactări de procesul matematic al substituirii. Se știe că în algebră, cifra cantitativă e înlocuită cu un simbol calitativ. Cuvântul obscur la Ion Barbu este necunoascuta algebrică, prin care se substituie sensul clar, misterul.”
În Istoria literaturii române de la origini până în prezent, G. Călinescu spunea: „Din aceste experiențe care irită curiozitatea ca niște ghicitori, făcând mai acut procesul rațional, se desprinde însă o suavă poezie, remarcabilă pentru tristețea evenimentelor ce vor să se exprime, enunțate prin simple întrebări și evaluări, de calitate pur emotivă, deci inefabilă.”
Basarab Nicolescu zicea în opera sa Ion Barbu. Cosmologia Joc secund că „Prin asocierea unui concept originar matematic cu un cuvânt afectiv, Ion Barbu declanșează o mulțime de sugestii ce se adresează atât intelectului, cât și sensibilității.”
Eugen Simion scria despre Ion Barbu: „Ion Barbu este un personaj care nu seamănă cu nimeni. Un geniu în răspăr, un geniu balcanic, visător și protestatar...”

## Fragmente audio
| (audio) | G. Ionescu-Gion recitând „Joc secund” | (audio) | G. Ionescu-Gion recitând „Oul dogmatic” |